# Moala Group
Als Moala Group (dt. „Moala-Gruppe“), seltener Moala Islands, werden die drei südwestlichsten, etwas abseits gelegenen, Inseln der Lau-Inseln im Pazifischen Ozean bezeichnet. Politisch gehört die Inselgruppe zur Eastern Division des Inselstaates Fidschi.

## Geographie
Die Gruppe liegt 110 km westlich von Lakeba sowie 160 km südlich von Suva im Süden der Korosee. Zur Moala Group gehören die drei vergleichsweise jungen Atolle Moala im Norden, Totoya in der Mitte sowie Matuku im Süden. Die Gesamtfläche aller Inseln beträgt 147,5 km², wobei Moala mit 62,5 km² die größte und Totoya mit 28 km² Fläche die kleinste Insel ist. Höchste Erhebung ist der Delaimoala mit 468 m über dem Meer auf Moala. Der 180. Längengrad durchschneidet die Moala Group zwischen den Inseln Moala und Totoya.